# イニャツィオ・ルポ

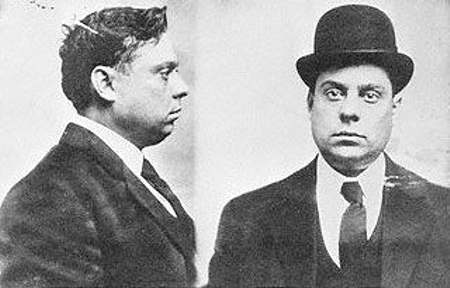
イニャツィオ・ルポ（1909年のマグショット）

イニャツィオ・ルポ（Ignazio Lupo, 1877年3月19日 - 1947年1月13日）は、シチリア出身のニューヨークのマフィア。モレロ一家の組織犯罪の中核を担った。あだ名は「ウルフ」（姓の「ルポ」がイタリア語で「狼」を意味することから）。
警察に対しては母方の姓であるサイエッタを名乗ったことから、イニャツィオ・サイエッタ（Ignazio Saietta）の名でも知られる。

## 来歴

### 生い立ち
シチリア島パレルモ生まれ。父ロッコは地元マフィアの一員。10歳の時から父の雑貨店の手伝いをやっていたが、1898年10月、商売ライバルを店で口論の末射殺し、警察に追われた。1899年、シチリアからリバプール、カナダ経由でアメリカに密入国し、マンハッタンのロウアー・イースト・サイドに落ち着いた。

### モレロ一家
雑貨屋を開いたがうまくいかずブルックリンに移った。1901年マンハッタンに戻り、リトルイタリーの一角（プリンスストリート）に輸入雑貨店を開いた。コルレオーネ出身のマフィア、ジュゼッペ・モレロの酒場が裏にあった。モレロと連携して紙幣偽造や移民相手の強請（ブラックハンド）を始めた。移民の商人に自分の品物を強制的に購入させ、買わないと店に放火したり爆弾を投げ込み、時に店を破産させた。
偽札や強請で稼いだ資金を元に輸入ビジネスを拡大し、マンハッタンからブルックリンまで各所に支店を作った。オリーブオイルやイタリア産レモンの輸入はニューヨークでも最大規模を誇り、年商50万ドル（当時）とも言われた。リトルイタリー（モットストリート）に新たに建てた本社はゴージャスで、街中でひときわ目立った。商売道具の馬やワゴンは最上級で、好んでリトルイタリーを馬車で乗り回した。ルポの輸入ビジネスは合法の利益を増やす表の目的と偽札の消化を隠ぺいする裏の目的があった。モレロ一家の資金を管理する財政係、また組織内のパレルモ派閥を統括する存在とも言われた。
1903年12月、モレロの義理の妹（テラノヴァ兄弟の実姉）と結婚してモレロとの結びつきを強化した。1906年3月7日、著名な銀行家の子供を誘拐・監禁したとして逮捕されたが、子供が法廷でルポと対面するとそれまでの証言を撤回したため、釈放された。

### 反逆者の粛清
1902年7月23日、雑貨商ジュゼッペ・カターニアの袋詰めの遺体がベイリッジの岸辺で発見された。モレロ一家の張り込み監視をしていたUSSSによれば、カターニアが居なくなる前にルポと一緒にいる姿が目撃されており、ルポと居たのがカターニアを見た最後だった。警察は、カターニアが紙幣偽造の仲間で、口封じで殺されたと見たが、証拠がなく起訴を見送った。
1903年4月、一家のメンバーの親族ベネディット・マドニアが木の樽入りの遺体で発見された「バレルマーダー」事件で、モレロら12人と共に検挙されたが、証拠不十分で釈放された。更に1902年に遡る紙幣偽造の件で再逮捕されたが、これも証拠不十分で放免された。

### 破産詐欺
1908年11月、不景気のあおりを受け会社が倒産し、10万ドルの負債を残して失踪した。失踪前にワインや雑貨など大量の物資を買い付け、その代金を支払っていなかったため多くの取引相手がルポの家に集まったが、もぬけの殻だった。同時期にマンハッタンからブルックリンまで似たような雑貨会社の破産が相次ぎ、被害総額は50万ドルに達した。警察はルポを中心とした大規模な破産詐欺との見方を強めた。ルポは買い付けた大量の品物を倉庫に一旦保管し、出荷して故郷で売りさばくと共に、この資産を元に銀行から巨額の金を借りてこれを着服した。更に抵当権が設定された建物を何も知らない商人にリースするなど不正な不動産取引を行った。
モレロ一家のアドバイザーで弁護士のフィリップ・サイエッタがルポの銀行借入を仲介したり、破産詐欺の手口をアドバイスした（1914年に別件で有罪となり収監）。ルポの雑貨チェーンの傘下に、アントニオ・チェカラ、ジュゼッペ・パレルモ、アントニオ・パッサナンティ、フランク・ジトなどがいた（いずれもモレロ一家のメンバー）。一説に、失踪の間、弟ジオヴァンニ・ルポのニュージャージーの家に潜伏した。
1909年後半、ニューヨークに戻ると、銀行家や債権者を前にして「ブラックハンドから1万ドルを脅し取られ事業が立ち行かなくなった」と自らが強請ギャングの被害にあったかのように主張した。物資の一部は既にイタリアに出荷されていたが残った物資は競売にかけられた。被害者の証言をもとに詐欺で逮捕されたが、1909年11月に被害者がルポの公判に出廷しなかったため、罪状は否認された。

### ペトロジーノ暗殺
ルポがまだ行方をくらましている1909年春、パレルモでマフィアの調査に来ていたニューヨーク市警の特別捜査官ジョゼッペ・ペトロジーノが暗殺された。モレロや現地のヴィト・カッショ・フェロと共に暗殺の謀議に加わっていた疑いがある。ペトロジーノは1900年代初めからモレロ一家の犯罪活動を追いかけ、直近はイタリア系捜査官の特別チームを作るなど取締りを強化していた。ペトロジーノのイタリア出張行程は極秘だったが事前に新聞にリークされ、誰もが予定を知ることができた。

### 収監
1908年半ば、モレロ一家は再び紙幣偽造の準備を始め、ルポは北ニューヨークのハイランドの農場に作った紙幣偽造工場を時々視察し、進行状況をチェックした。1909年、不穏な動きをするモレロ一家にUSSSが反応し、メンバーを尾行してハイランドの拠点を突き止めた。1910年1月8日、バスビーチの自宅でジュゼッペ・パレルモといるところを、ウィリアム・J・フリン捜査官率いるUSSSチームに逮捕された。
1910年2月19日、先に逮捕されていたモレロと共に紙幣偽造の罪で実刑判決を受け、30年刑でアトランタ連邦刑務所に収監された。裁判中、判事の元に死の脅迫状が届き、裁判後はフリン捜査官の暗殺を画策したが失敗に終わった。モレロ一家はその後もモレロのやルポの減刑・釈放を画策し、政治クラブまで作った。

### 出所後
1920年6月、再犯すれば残った刑期に服するという条件付きの恩赦で出所した。服役していた10年間に裏社会の勢力図は一変し、禁酒法の下でギャングが激しい縄張り争いを展開していた。ルポのリトルイタリーやブルックリンの縄張りは、パレルモ系マフィアのサルヴァトーレ・ダキーラに支配されていた。1921年半ば、同じ頃出所したモレロと共にダキーラから死の宣告を受け、同年11月頃シチリアに退避した。シチリアで味方の支持の取り付けに奔走した。1922年5月、ニューヨークに戻ると、モレロはダキーラと戦ったが、ルポは降参した。再犯すると刑務所に逆戻りとなるため、モレロの異父弟のチロ・テラノヴァの家でおとなしくしていた。1923年12月に、ブルックリンでパレルモ派閥のマフィアとカラブリア系ギャングの縄張り争いの調停役を請われるなど一定の影響力を保持した（両派の平和会議にルポがおり、逮捕された）。

### パン屋強請と葡萄利権
1927年テラノヴァの資金援助でブルックリンに家を建て、息子とフルーツ輸入やパン屋を始めた。ドル箱の酒の密輸には関与できず、強請ギャングを率いてイタリア系のパン職人組合に入り込み、会費を名目に日銭を稼いだ。またフルーツ取引では葡萄の卸売をコントロールし、ブルックリンの販売利権を手中にしたほか、宝くじなど違法賭博も行った。1930年と1931年、ルポの葡萄利権に挑戦した商売敵を殺害した容疑などで2回逮捕されたが、証拠欠如で放免された。
1935年、パン屋への強請行為で逮捕された。被害者のパン屋の多くは報復を恐れて証言しなかったが、あるパン屋の女性は店に放火され爆弾で商品を台無しにされても強気で、ルポの脅迫暴力を法廷で証言した。この頃、全国犯罪シンジケートの確立などから長年のパトロンだったテラノヴァの裏社会のステイタスは低下していた。1936年7月、ルポは有罪となった。再犯によって恩赦資格が停止され、20年の残存刑期を服役すべくアトランタ刑務所に送り返された。

### 晩年
1940年代、かつての仲間の多くは引退又は死亡し、同じ刑務所にいた比較的新しい部下達とは年齢が離れ過ぎて、1人で過ごす時間が増えた。孤独を紛らわすため宗教に走った。規則を無視する問題児だった1910年代の監獄生活とは打って変わり、仕事の裁縫をきれいにこなして仕立て屋に褒められるなど模範囚になった。長女に宛てた手紙では、「シチリアの子供時代に戻って、あの（ニューヨークの）格闘と悪行の時代を知らずに若いうちに死んだらよかった」と記した。監獄医はルポが精神疾患を抱え、老年性痴呆の兆候があると診断した。1945年夏には、「ボケや子供じみた態度を取ることが増え、急速に容態が悪化している、家族が面倒をみられるうちに釈放した方がいい」と勧告した。
恩赦破りの囚人の再出所は法手続で難航したが、1946年12月21日、病気を理由に釈放された。持ち金が8ドルしかなく、刑務官から旅費を借りてニューヨークに戻った。妻は長年の貧窮から持家を売却してクイーンズの借家に移り、子供がしばしば訪れていた。家族とクリスマスを過ごした後の翌年1月13日に死亡した。釈放から3週間後だった。ルポの死は新聞に載らなかった。
クイーンズのカルヴァリー墓地の、テラノヴァ家の墓に英語表記の「イグナティアス・ルポ」として埋葬された。

## 組織上の立場
ルポは組織の財政・資金面を管理する役目だったとされる（ニューヨーク市警ペトロジーノ捜査官の見方）。USSS長官ジョン・ウィルキーによれば、「ルポがブラックハンドの首領＆組織のボスであるかのような言説が広まったが、実際はモレロのツール（子飼い）に過ぎなかった」として、ルポを一家の大ボスと報じていた当時のマスコミに釘を刺した。同USSSのフリン捜査官が、一貫してルポをモレロと同格の共同リーダーと見ていた為、日頃フリン情報に依存するマスコミは、モレロより商売が派手で目立っていたルポを大ボスのように報じるようになった。ウィルキーもフリンも、組織への10年近い偵察活動により個々のメンバーに関する膨大な情報を共有していたが、見解の相違の理由は不明である。
今日、犯罪史家の間では内部密告者その他の証言によりモレロが一家のボスであり、ルポは一家の財政を仕切るリーダー格ではあったが、ボスではなかったとする見方が多い。

## ルポ伝説
ルポが組織の大ボスのように捉えられた結果、一家に絡んだ殺人事件が起こるたびに残虐非道のイメージがルポに集中した。『銃もナイフも最も早い使い手』、『戦慄のマーダーステーブルの持ち主』、『60人を殺した裏社会のドン』といったルポ伝説が形成された。
モレロ一家に関連した殺人数は50から60と言われ（フリン捜査官）、これには一家による粛清の他、犠牲者親族によるメンバーへの復讐殺人も含まれたが、ルポがその全てに関わったかのように誇張された。フリンは、ルポについて殺人暴力の面ではなくそのビジネス面に着目し、「新手の犯罪ビジネスのスキームを発案しては次々に実行するアイデアマン」と特徴付けており、殺人暴力の役割はむしろトンマーゾ・ペットなど他のメンバーに割り当てている（「バレル・ミステリー」、1919年）。

## エピソード
- 肩幅が広く、浅黒い肌をしていた[24]。
- バレルマーダー事件では、寝ている時に警察に踏み込まれ、仮病を装った。医者が呼ばれ健全と診断され、留置場に連行された[2]。
- 裏切り者を処刑する場として有名になったハーレムのマーダーステーブルの所有者と報じられた[11][36]。モレロ一家が多くの裏切り者やライバルを殺害したのは事実だが、マーダーステーブルがその処刑場になった具体的な記録はなく、都市伝説である[38]。
- 残虐非道の殺人鬼というイメージとは裏腹にソフトな物腰で穏やかに話し、立ち振る舞いは洗練されていた[9]。おめかし屋でダンディに服を着こなした[11]。モレロ一家の面々と初顔合わせした新入りは、ルポを「礼節の人（a man of politeness）」と評した[39]。
- 1911年、アトランタ刑務所の野球イベントでチームメンバーに選ばれた。審判は金融詐欺で収監された銀行家チャールズ・W・モースで、ルポらの破産詐欺の発端となった1907年の金融恐慌を引き起こした張本人だった[40]。
- 1920年に恩赦出所してから8年近く、禁酒法のピークだった時代にルポは目立たず、警察も忘れた。目立たなかったからこそ、生き永らえたマフィアの旧世代の数少ない一人といわれた。酒利権の縄張り争いは多くの人命を奪った[20]。
- 1920年の出所後、イタリアにしばしば足を運んだ。「犯罪で作った資金を銀行に預けるためで、その預金は300万ドルに達する」などと報じられたが[24][36]、妻は夫のルポに会いにアトランタ刑務所（ジョージア州）へ行く旅費すら工面できなかった[32]。